# Terrasshuset, Sköndal

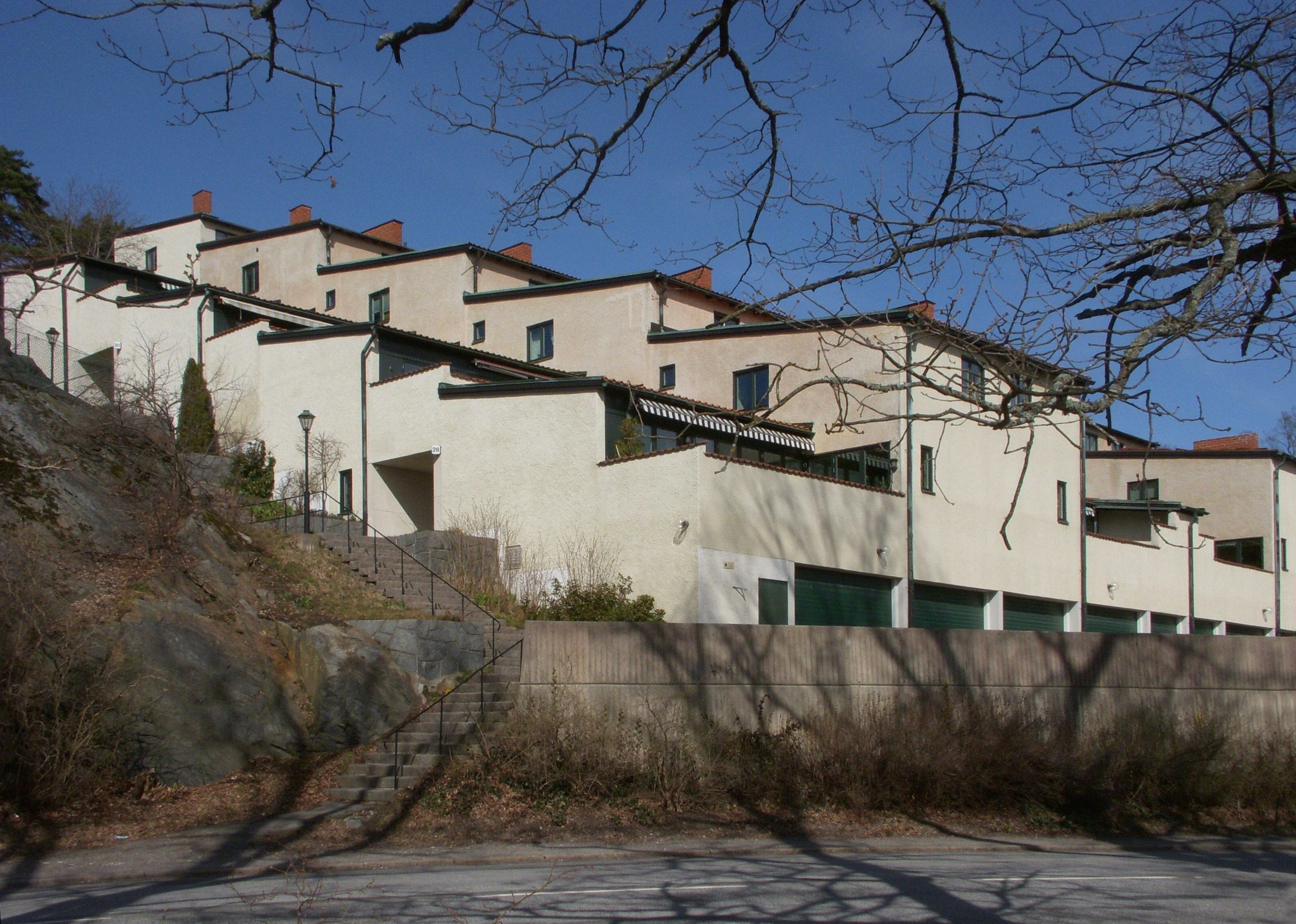
Terrasshuset, vy från Sköndalsvägen, 2012.

Terrasshuset är en byggnad som ligger vid Sköndalsvägen/Dalbobranten i Sköndal, södra Stockholm. Bostadshuset ritades i slutet av 1950-talet av arkitekten Axel Kandell. Hustypen är ovanlig och sällsynt i Stockholm. Byggnaden har en annorlunda och mycket välgestaltad arkitektur, med bevarande av ursprungliga detaljer. Fastigheten har därför blivit blåmärkt av Stockholms stadsmuseum vilket innebär kulturhistoriska värden som motsvarar fordringarna för byggnadsminnen i kulturmiljölagen.
På en brant, södervänt tomt i kvarteret Predikanten 2, hörnet Dalbobranten / Sköndalsvägen uppfördes 1959-1965 ett stort terrasshus med 32 lägenheter. Arkitekten, Axel Kandell, hade tidigare ritat en av Sköndals stadsplaner och nu visade han hur en brant tomt kunde bebyggas genom att placera entréerna inne i byggnadskroppen. Från tre genomgående korridorer förs man in till bostäderna ovanför och nedanför. Lägenheterna är om fyra rum och kök och de fem lägenheterna som är högst belägna har dessutom ateljé. Varje lägenhet har tillgång till en egen terrass på 18 m². Fasaderna är putsade i ljusfärgat spritputs, taken är täckta med taktegel.
I sin motivering till blåmärkning menar Riksantikvarieämbetet bland annat följande:
| ” | Den karaktärsfulla utformningen är dramatisk, byggnaden klättrar stegvis uppför bergssidan och en tydligt arkitektonisk rytm skapas genom växlingen mellan terrasser och etagevåningar. Hustypen är ovanlig, och anläggningen har alltså ett högt unicitetsvärde. Den dominerande placeringen i nära anslutning till Drevviken bidrar till att skapa en miljö av mycket stor betydelse för stadsbilden. Till värdena bidrar utomhusmiljöns bevarade stödmurar och trappor i fint fogad granit med smidesräcken. | „ |

## Bilder

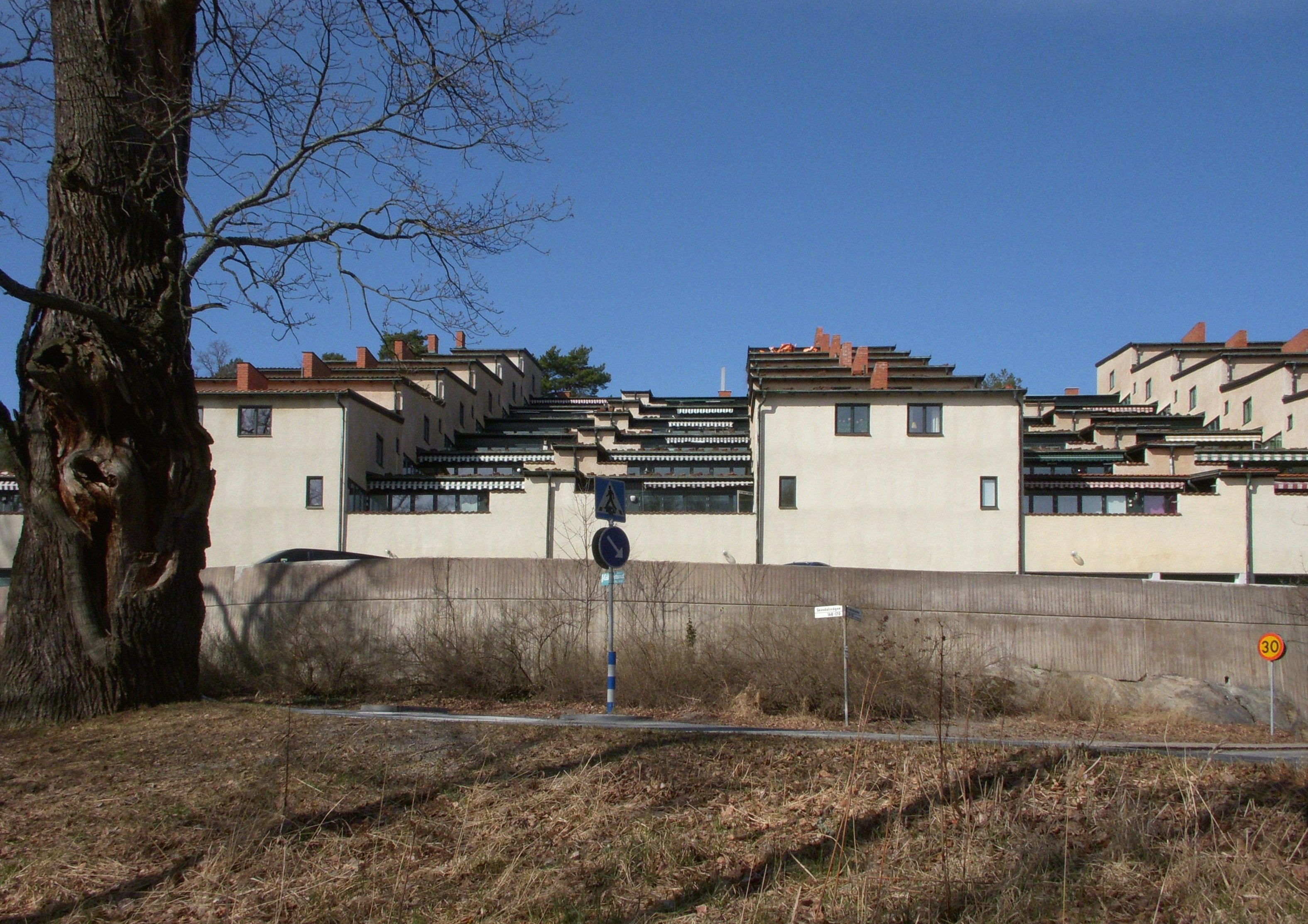
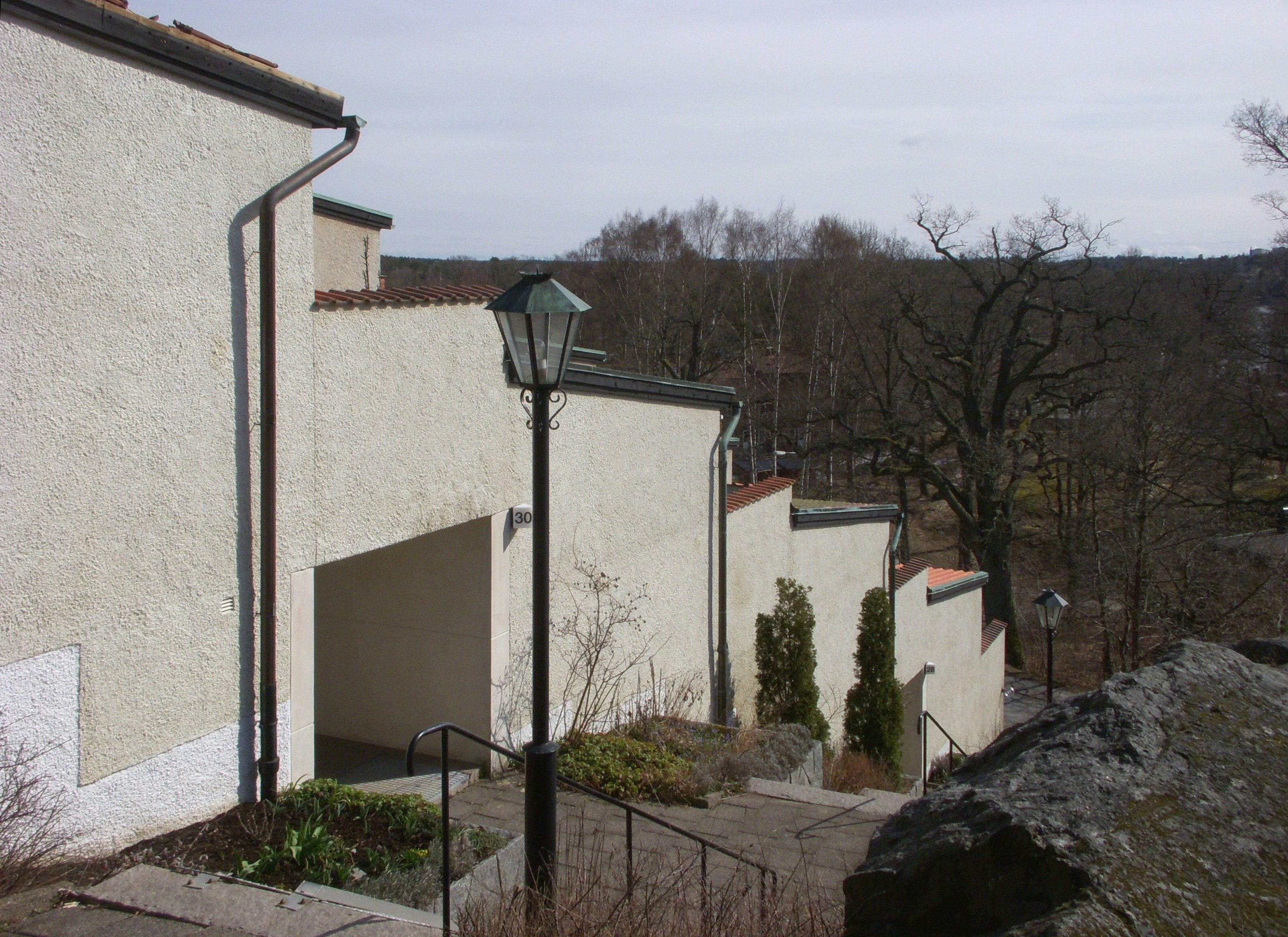
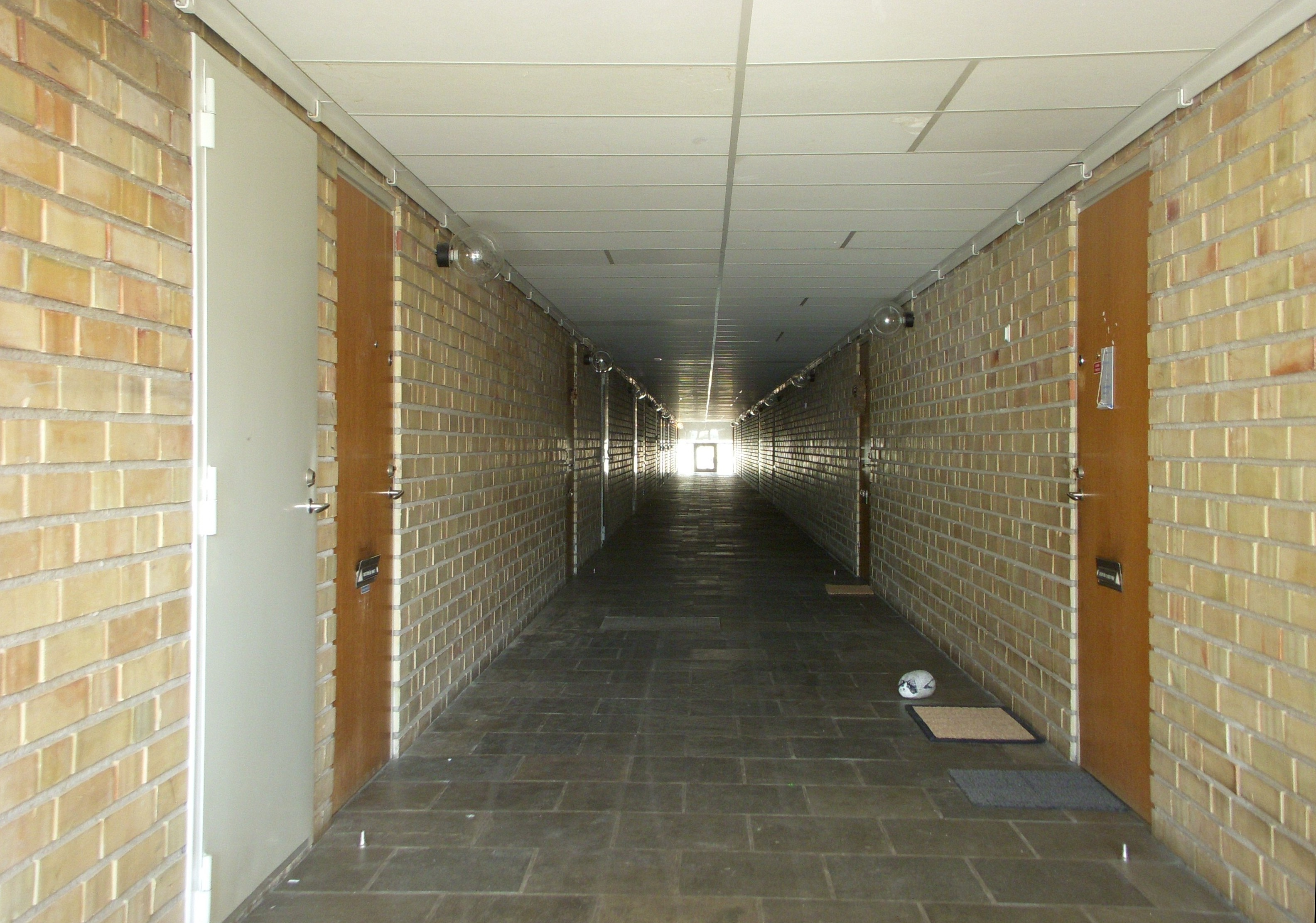